# Plänitz
Plänitz ist ein bewohnter Gemeindeteil im Ortsteil Plänitz-Leddin der Stadt Neustadt (Dosse) im Landkreis Ostprignitz-Ruppin in Brandenburg.
Der Ort liegt nordwestlich der Kernstadt Neustadt (Dosse) an der Kreisstraße K 6816. Die Jäglitz fließt nördlich und westlich. Nördlich und östlich des Ortes erstreckt sich das rund 458 ha große Naturschutzgebiet Bärenbusch.

## Geschichte

### Eingemeindungen
Am 1. Januar 1969 wurde die Gemeinde Plänitz-Leddin aus dem Zusammenschluss der beiden namengebenden Orte gebildet. Plänitz-Leddin wurde am 31. Dezember 2001 nach Neustadt (Dosse) eingemeindet und ist seitdem ein Ortsteil der Stadt.

### Gutsgeschichte
Die Historie des Gutes in Plänitz ist eng verbunden mit der Geschichte des Ortes. Die Familie von Rathenow prägte als Gutsherren den Ort über vier Jahrhunderte. Bereits ein Heine von Rathenow ist 1445 Herr auf Plänitz und gehört zum Landstand der Prignitz. Henning von Rathenow (1637–1699), besitzt schon mehrere Güter, Pinnow als damaligen Hauptwohnsitz in der Westprignitz, Mellen und eben Plänitz. Viele von Rathenow waren gediente preußische Offiziere, 1857 ist ein Oberst-Lieutnant von Rathenow Gutsherr. Um 1880 weist das erstmals publizierte Generaladressbuch der Rittergutsbesitzer Brandenburg für das Rittergut einen Umfang von 498 ha aus. Davon waren 111 ha Waldbesitz. Gutsbesitzer war lange der Hauptmann a. D. Oskar von Rathenow (1831–1890). Die Rathenow waren auch vereinzelt Kunstliebhaber und besaßen so genannte Gouache-Bildchen von Karl Friedrich Schinkel, veräußerten diese aber an die Gutsnachbarn von Quast-Radensleben. Des Weiteren pflegte man „standesgemäß“ eine kleine Pferdezucht mit Trakehnern. Vor 1930 war Oberst a. D. Ernst von Rathenow (1863–1945) Eigentümer, hier von 565 ha. Neben dem Rittergut gehörten dazu noch gekaufte Bauernhöfe. Ernst von Rathenow und war mit Sophie von Lücken (1874–1923) verheiratet. Sie hatten zwei Töchter und einen Sohn, den Erben Caspar-Heinrich von Rathenow (1898–1962), verheiratet seit 1924 in Plänitz mit Anne-Marie von Roth (1900–1990), die aus Livland stammte. Sein Gutsbesitz war noch 503 ha groß. Die uradelige Familie von Rathenow hat keine direkten Nachkommen mehr; es besteht genealogisch ein briefadeliger Zweig Kühlwein von Rathenow, welcher mehrfach Generäle hervorbrachte.
Am 23. September 1945 wurde der Gutsbesitz Plänitz aufgeteilt und die enteigneten Flächen an 46 ortsansässige Bauern und Landarbeiter gegeben. Voran gingen zwei Sitzungen der Gemeindebodenkommission mit der Festlegung, dass 13 Umsiedler ebenfalls Nutznießer wurden.
Das ehemalige Gutshaus Plänitz stammt von 1798 und wurde zunächst als eingeschossiges Fachwerkhaus baulich ausgeführt, etwa um 1907/1908 um ein Geschoss aufgestockt. Es ist heute eines von noch vier erhaltenen Herrenhäusern aus Fachwerk in Brandenburg; nunmehr seit 2009 wieder in Privatbesitz. Der dazugehörige Gutspark entstand vor 1860.

## Sehenswürdigkeiten
- In der Liste der Baudenkmale in Neustadt (Dosse) sind für Plänitz vier Baudenkmale aufgeführt, darunter die evangelische Dorfkirche Plänitz. Der Fachwerkbau mit polygonalem Grundriss stammt aus dem Jahr 1709.

## Persönlichkeiten
- Joachim Boeldicke (1704–1757), Pseudonym Sincerus, Schriftsteller, Prediger, in Plänitz geboren[15][16]